# 在中華人民共和国モンゴル国大使館
在中華人民共和国モンゴル国大使館（モンゴル語: Монгол улсаас БНХАУ-д суугаа Элчин сайдын яам、簡体字中国語: 蒙古国驻中华人民共和国大使馆、英語: Embassy of Mongolia in the People's Republic of China）は、モンゴル国が中国の首都北京に設置している大使館である。単に在中国モンゴル国大使館（モンゴル語: Монгол улсаас Хятад улсад суугаа Элчин сайдын яам、簡体字中国語: 蒙古国驻华大使馆、英語: Embassy of Mongolia in China）とも。

## 沿革
1949年10月16日にモンゴル人民共和国が中華人民共和国との外交関係を樹立した後、遅くとも翌年夏までに在中華人民共和国モンゴル人民共和国大使館（モンゴル語: БНМАУ-аас БНХАУ-д суугаа Элчин сайдын яам、簡体字中国語: 蒙古人民共和国驻中华人民共和国大使馆、英語: Embassy of the Mongolian People's Republic in the People's Republic of China）が開館した。初代大使はバヤリーン・ジャルガルサイハン（巴揚勒·賈爾卡賽汗）。
1992年2月、モンゴル国憲法施行により国号がモンゴル人民共和国からモンゴル国へと変わってモンゴルが共産主義体制から離脱したが、1994年4月の中蒙友好協力関係条約（簡体字中国語: 中蒙友好合作关系条约）締結などを経て、引き続き両国間の友好関係や大使交換は継続している。

## 所在地
| 日本語 | 〒100600 北京市朝陽区建国門外大街秀水北街2号         |
| 中国語 | 100600 北京市朝阳区建国门外大街秀水北街2号           |
| 英語   | No.2, Xiushui Beijie, Jainguomen Wai, Beijing 100600 |

## 大使
2020年9月29日より、トゥヴシンギーン・バドラル（モンゴル語: Түвшингийн Бадрал、簡体字中国語: 图布辛·巴德日勒、英語: Tuvshin Badral）が次期特命全権大使を務めている。